# Cueva Grande
La cueva Grande es un abrigo con representaciones rupestres localizado en el término municipal de Jimena de la Frontera, provincia de Cádiz (España). Pertenece al conjunto de yacimientos rupestres denominado arte sureño, muy relacionado con el arte rupestre del arco mediterráneo de la península ibérica. 
Esta cueva fue descubierta por Uwe y Uta Topper y publicada por primera vez en 1988. Se encuentra situada en la Sierra de los Melones, cerca del Rancho Valdechuelo a 280 metros sobre el nivel del mar. El abrigo es de grandes dimensiones, difícil acceso y se encuentra abierto al noroeste. Su entrada tiene una anchura de 8 metros y una altura de 2 y el espacio interior llega a una altura de 10 metros. Debido a que se encuentra a 7 metros sobre el nivel del suelo no ha sido utilizado para el ganado.
La luz solar parece haber degradado los pigmentos en aquellos lugares donde aparecían salvo en la pared derecha que se encuentra permanentemente a la sombra. El único signo identificado por Topper era un pastor de rebaño de estilo esquemático y 16 centímetros de altura, muy común en la región. Otros signos a su alrededor son menos claros. Asociadas a la cueva aparecen en los alrededores dos tumbas excavadas en la roca de algo más de 190 centímetros.